# Robert ffrench Blake
Robert John William ffrench Blake  (* 21. Juni 1940; † nach 1995) war ein britischer Offizier.

## Leben
Er war der Sohn des Desmond O’Brien Evelyn ffrench Blake (1900–1943) aus dessen Ehe mit Elizabeth Iris Cardale. Er war noch ein Kleinkind, als sein Vater als Lieutenant-Colonel der 13th/18th Royal Hussars im Zweiten Weltkrieg in Tunesien fiel. Seine Mutter heiratete 1951 in zweiter Ehe Anthony George Hogg († 1973), der als Lieutenant-Colonel beim Royal Regiment of Artillery diente.
Er besuchte das Eton College und absolvierte eine Kadettenausbildung am Royal Military College Sandhurst, bevor er 1961 als Second Lieutenant der 13th/18th Royal Hussars in die British Army aufgenommen wurde. 1966 wurde er zum Captain, 1972 zum Major, 1979 zum Lieutenant-Colonel und 1985 Colonel befördert. 1989 schied er aus dem aktiven Militärdienst aus.
1990 nahm ihn Königin Elisabeth II. in ihre zeremonielle Leibwache, das Honourable Corps of Gentlemen at Arms, auf. Im selben Jahr hatte er das Amt des Colonel of the Regiment der 13th/18th Royal Hussars erhalten. Als das Regiment 1992 mit den 15th/19th The King’s Royal Hussars zu den Light Dragoons verschmolzen wurde, wurde er deren Colonel of the Regiment und hatte dieses Amt bis 1995 inne.
1976 bewohnte er das Anwesen Ibthorpe House bei Andover in Hampshire. Aus seiner Ehe mit Ilynne Sabina Mary Eyston (* 1950) hatte er zwei Töchter.